# Пинегин, Тимир Алексеевич
Тимир Алексеевич Пине́гин (12 июня 1927, Москва — 31 января 2013) — советский яхтсмен, первый чемпион Олимпийских игр по парусному спорту в СССР, победитель чемпионатов Европы и Северной Африки, заслуженный мастер спорта СССР (1960), почётный президент «Фонда возрождения культуры парусного спорта», основатель системы дополнительного образования юношей «Парусная Академия».
15-кратный чемпион СССР:
- «Звёздный» — 13 титулов: 1953—1962, 1964—1965, 1969
- «Солинг» — 2 титула: 1970—1971 (звание чемпиона не присуждено из-за отсутствия кворума), 1972—1973

## Биография
Родился в Москве в семье студентов.  Его дед по материнской линии, Аристарх Ильин, был известным профессором психиатрии. 
Отец —  Алексей Дмитриевич Пинигин родился в 1903 году в первом Мельжехсинском наслеге Мегино Кангаласского улуса Якутской АССР, по национальности якут. Окончил Институт народов Севера и филологический факультет МГУ. Был репрессирован в предвоенные годы. Воевал на Ленинградском фронте в качестве снайпера. Погиб 15 января 1944 года при прорыве блокады Ленинграда.
Мать — Александра Аристарховна Ильина (1906—1984 ?) была разносторонне одарённой женщиной, занималась водно-моторным и стрелковым спортом, хорошо рисовала. Имела степень кандидата физико-математических наук, работала аналитиком-органиком.
Пинегин является первым олимпийским чемпионом из якутов, на малой родине его именем назван спортивный зал в мегинском селе Хоробут и спортивный комплекс «Парус» в посёлке городского типа Нижний Бестях.
Выступал за ЦСК ВМФ.
Был в составе сборной СССР на Олимпиадах: 
- 1952 — «Звёздный», рулевой запасного экипажа[16]
- 1956 — «Звёздный», рулевой (матрос — Фёдор Шутков) — 8-е место
- 1960 — «Звёздный», рулевой (матрос — Фёдор Шутков) — 1-е место
- 1964 — «Звёздный», рулевой (матрос — Фёдор Шутков) — 5-е место
- 1968 — «Звёздный», рулевой (матрос — Фёдор Шутков) — 16-е место
- 1972 — «Солинг»[англ.], рулевой (шкотовые — Валентин Замотайкин[англ.] (1939—1987)[17] и Раис Галимов) — 7-е место[18]. Причём Пинегин в этой дисциплине выиграл в очном поединке у четырёхкратного олимпийского чемпиона Пауля Эльвстрёма.

В 1964 году окончил школу тренеров при ГЦОЛИФК. Член КПСС с 1969 года.
В качестве тренера готовил сборную Грузии, трудился в ЦСО «Водник», а в 1980—1988 годах был Государственным тренером по парусному спорту в Госкомспорте СССР. В статусе члена международного жюри Пинегин участвовал ещё в двух Олимпиадах: в 1984 году в Лос-Анджелесе, и в 1988 году в Сеуле.
Увлекался горными лыжами. Входил в Сборную СССР по горнолыжному спорту в конце 1940-х годов.
Награждён Национальной премией «Яхтсмен года-2009».
Умер 31 января 2013 года, что указано в том числе на могиле. В БРЭ указана дата 30 января. Похоронен на Ваганьковском кладбище, участок 44.

## Звания
- Заслуженный мастер спорта СССР (1960).
- Почетный член Нью-Йоркского, Чикагского, Темзенского, Испанского Королевского, Генуэзского, Французского, Неаполитанского и Хельсинкского яхт-клубов.
- Почетный Командор детского яхт-клуба «Пионер» (г. Москва).

## Награды
- Орден «Знак Почёта» (16.09.1960) — за успешные выступления в XVII летних и VIII зимних Олимпийских играх 1960 года, а также за выдающиеся спортивные достижения[21]
- медали

## Семья
- Супруга — Галина Ильинична Железнова (3 апреля 1927 — 25 марта 2022)[22]
- Дочь — Елена, родилась в 1955 году

## Память
Бюст Тимира Пинегина установлен на Аллее славы героев спорта в ЦСК ВМФ им. Адмирала флота Советского Союза С.Г. Горшкова в конце ноября 2023 года.